# 南特伦德拉格

南特伦德拉格郡在挪威的位置

南特伦德拉格（挪威語： 聆听ⓘ）是挪威中部已撤銷的郡，首府及最大城市为特隆赫姆。南特伦德拉格郡面积18,848平方公里，人口278,836（2007年），曾是挪威人口第5大郡。
2018年1月1日，南特伦德拉格郡和北特伦德拉格郡合并为特伦德拉格郡。

## 市镇
南特伦德拉格郡有25个市镇，如下：
| 南特伦德拉格郡市镇 | 1. 奥菲尤尔（Åfjord） 2. 阿格德內斯（Agdenes） 3. 比于恩（Bjugn） 4. 弗略阿（Frøya） 5. 海姆內（Hemne） 6. 霍爾托倫（Holtålen） 7. 克萊比（Klæbu） 8. 馬爾維克（Malvik） 9. 梅爾達爾（Meldal） 10. 梅尔许斯（Melhus） 11. 中蓋于爾達爾（Midtre Gauldal） 12. 奥普达尔（Oppdal） 13. 奧克達爾（Orkdal） 14. 歐蘭（） 15. 乌森（） 16. 倫內比（Rennebu） 17. 里薩（） 18. 魯安（） 19. 勒罗斯（Røros） 20. 塞爾比（Selbu） 21. 斯凱于恩（Skaun） 22. 斯尼爾菲尤爾（Snillfjord） 23. 特隆赫姆（Trondheim） 24. 蒂達爾（Tydal） |